# Klaus Müller (Fußballspieler, 1952)
Klaus Müller (* 10. Dezember 1952) war Fußballtorwart im Spielbetrieb des DDR-Fußballverbandes. In dessen höchster Spielklasse, der DDR-Oberliga, spielte er 1984/85 für die BSG Motor Suhl. Während seiner Zeit als Torwart schloss er ein Studium zum Ingenieurökonomen ab. 
Müller durchlief beim FC Carl Zeiss Jena die Nachwuchsmannschaften bis zur Juniorenoberliga und war ab 1971 Torwart der 2. Mannschaft in der zweitklassigen DDR-Liga. Zur Saison 1974/75 wechselte er zum DDR-Ligisten BSG Chemie Schwarza. Als die Mannschaft 1976 abgestiegen war, schloss er sich der BSG Motor Suhl an, die ebenfalls in der DDR-Liga spielte. 1979 machte ihn Spielertrainer Erhard Mosert zum 1. Torwart der DDR-Ligamannschaft, diese Position behielt er bis 1989. In der Aufstiegssaison 1983/84 war er gegenüber seinem bisherigen Dauerkonkurrenten Walter Jänicke ins Hintertreffen geraten, als er von den 22 Punkt- und acht Aufstiegsspielen nur in 15 Begegnungen im Tor stand. In der Oberligasaison 1984/85 setzte Trainer Ernst Kurth voll auf den 1,88 m großen Müller, der in den 26 Oberligapunktspielen nur eine Partie verpasste. Dabei hatte er aber auch einen erheblichen Anteil daran, dass Motor Suhl am Saisonende mit 16:92 Toren die schlechteste Bilanz aller 14 Oberligamannschaften aufwies und nach einem Jahr wieder in die DDR-Liga absteigen musste. Tiefpunkt seiner Oberligakarriere war das 0:8 am 25. Spieltag im Heimspiel gegen BFC Dynamo. Nach dem Abstieg spielte Müller noch bis 1990 mit der BSG Motor Suhl in der DDR-Liga.